# 바이딘사
바이딘사(베트남어: Chùa Bái Đính / 寺沛嵿)는 베트남 닌빈성 자비엔현에 있는 불교 사원 단지이다. 이 복합 단지는 오래된 절과 새로 창건된 더 큰 절로 이루어져 있다. 베트남에서 가장 큰 사찰단지로 여겨지고 있으며, 베트남 전역의 불교 순례 장소로 인기를 끌고 있다.
바이힌 사원은 팟지엠 성당, 고도 호알르, 땀꼭-빅동, 짱안 경관 단지, 꾹프엉 국립공원과 함께 닌빈성의 유명한 관광 명소다.

## 신축 사찰
신축된 바이딘사(베트남어: Bái Đính Tân Tự / 沛嵿新寺)는 호앙롱강 근처의 바라우 언덕에 위치한 7km2의 면적을 포함한다. 이 건축물은 2003년에 시작하여 2010년에 완공되었으며, 여러 단계에 걸쳐 건설된 많은 구조물들을 포함하는 대규모 복합시설이다. 이 절의 건축은 전통적인 선을 따르고 있는데, 큰홀, 마당, 그리고 외벽으로 구성되어 있다. 하지만 거대한 규모의 바이딘은 이전에 지어진 베트남 불탑과는 확연히 다르다. 가장 큰 구조물인 땀테전은 지붕 능선에서 34m까지 솟아 있으며 길이는 59m 이상이다. 건축 자재로는 닌빈의 현지에서 채석한 돌과 목재, 밧짱의 타일 등이 있다. (건설 규모에 따라 철근 콘크리트도 채용되었다). 이 절은 베트남 전통 디자인 미학을 고수하고 있으며, 곡선의 끝부분과 코너 처마가 바깥과 위로 치솟아 마치 봉황의 꼬리를 닮았다. 내부는 현지 수공예 마을의 예술작품이 선정되었으며, 이옌의 청동 조각품, 닌반의 돌 조각품, 푸록의 목공품, 닌하이의 자수 등이 선정되었다.

## 고 사찰
원래 바이딘사는 신축 사찰에서 800m 떨어진 작은 언덕에 위치해 있다. 300개가 넘는 돌계단을 올라가면, 그 오솔길은 입구에 닿기 위해 장식문 아래를 지나간다. 사찰 자체는 산중턱에 있는 일련의 작은 동굴에 위치해 있다. 불교의 여러 신들과 함께 산신령도 숭상한다.

## 바이딘사 축제
바이딘사는 음력 1월 6일에 큰 축제를 연다. 신 사찰에서는 옛 사찰의 전통 의식과 함께 불교 의식도 행해진다.

## 기타
바이딘사는 현재 베트남에서 가장 큰 사찰이다. 이 절은 옛 사찰 면적 27만m², 신축 사찰 80만m²등 5.39km2의 면적을 차지하고 있다. 바이딘은 베트남, 아시아, 동남아시아의 많은 기록을 보유하고 있다. 높이 100m를 바라보니 탑의 파노라마는 믿을 수 없을 만큼 아름답다.

## 바이딘사 사진
- 3개 대문이 있는 출입문
- 부처 숭배를 위해 봉헌된 팝쭈전
- 옛 사원 입구에서 축제를 위해 모인 군중들
- 미륵보살상
- 36톤 동종
- 사천왕상
- 아라한